# Willi Kaiser (Politiker, 1932)
Willi Kaiser (* 7. September 1932 in Helmbrechts; † 10. April 2017 in Naila) war ein deutscher Politiker (SPD).

## Leben und Beruf
Nach seinem Schulabschluss war Kaiser in der Textilindustrie tätig. Er studierte an der Sozialakademie in Dortmund und war danach Sekretär und Geschäftsführer der Gewerkschaft Textil-Bekleidung in Münchberg und Naila sowie DGB-Kreisvorsitzender in Naila. Ferner war er alternierender Vorsitzender des Vorstand der AOK Hof.

## Politik
Von 1966 bis 2002 war Kaiser Stadtrat und von 1972 bis 1975 Zweiter Bürgermeister in Naila. Ab 1966 war er zudem Mitglied des Kreistags Naila, ab 1972 des Kreistags Hof und zeitweise stellvertretender Landrat des Landkreises Hof. Von 1974 bis 1990 war er Mitglied des Bayerischen Landtags. Er gewann bei der Landtagswahl 1978 das Direktmandat im Stimmkreis Hof-West und zog in den anderen Wahlperioden über die Wahlkreisliste Oberfranken in den Landtag ein. 1979 gehörte er der 7. Bundesversammlung an.

## Ehrungen
- 1984: Silberne Verdienstmedaille der Stadt Naila
- 1993: Goldene Bürgermedaille der Stadt Naila
- 2002: Goldene Stadtmünze der Stadt Naila